# Mucronalia exilis
Mucronalia exilis is een slakkensoort uit de familie van de Eulimidae. De wetenschappelijke naam van de soort is voor het eerst geldig gepubliceerd in 1862 door A. Adams.